# Tommy Vig
Tommy Vig (Budapest, 1938. július 14. –) magyar dzsesszdobos, vibrafonos, zeneszerző, producer, zenei rendező, karmester.

## Életpályája
Édesapja, Vigh György klarinétozott. Hétéves korában dobpárbajokat vívott a Városi Színházban, a Zeneakadémián, a Fővárosi Nagycirkuszban a Chappy zenekar kíséretével, Beamter Bubival és Radnóti Tamással. Bécsben lemezt készítettek vele 1947-ben. Ezsiás Erzsébet egy könyvben mesélt róla (A Teleki tértől Hollywoodig).
Tommy Vig a Szépművészeti Múzeumban szerepelt a Budapest Jazz Orchestra-val, ahol a "Budapest 1956" c. szerzeményének ősbemutatójára került sor. Az Amerikai Egyesült Államok nagykövete személyesen jött el az előadást meghallgatni. Néhány nappal később, Tommy megnyerte ezzel a művével a Magyar Jazz Szövetség pályázatának első díját, a "nagyzenekari hangszerelés” kategóriában.
Tommy, a dobos "csodagyerek” 1946-ban nyerte meg a Metro-Goldwyn-Mayer tehetségkutató versenyét Budapesten, mindössze hét (7) évesen. 1956. november 18-án menekült el a kommunizmus elől az Amerikai Egyesült Államokba, ahol sikeres pályát futott be. Az időközben többszörös közönség- és kritikusi-díj nyertes, jazz vibrafonos/dobos, zeneszerző, hangszerelő, zenekarvezető 2006-ban visszatelepült Magyarországra.
Tíz évig volt az Amerikai Zeneszerzők és Hangszerelők Szövetségének alelnöke. Rendszeresen dolgozott Los Angeles legkiválóbb hang- és film-stúdióiban, beleértve a Warner Brothers, Fox, Universal, CBS, Columbia, ABC, Disney, Goldwyn, MGM, Paramount stúdiókat, ahol mintegy 1400 felvételen működött közre. 2001. április 7-én a Los Angeles Jazz Society neki ítélte a vibrafonosok Oscar-díjának megfelelő "Vibraharpists’ Academy Award” díjat, a bizottságban olyan hírességek ültek, mint Terry Gibbs, Emil Richards, Larry Bunker.
Nemrég a Los Angeles-i "Neophonic” zenekart vezényelte nagy sikerrel egy Stan Kenton emlékműsorban, ahol Bud Shank, Bill Holman, Gerald Wilson, Lennie Niehous voltak a partnerei. Legújabb "Now and Then” (Most és akkor) c. lemeze kiváló kritikát kapott itthon és a tengeren túl egyaránt, hallhatjuk rajta Pege Aladárt, Szakcsi Lakatos Bélát és Kőszegi Imrét is. Legújabb könyve "How To Tell What Things Are Really Worth".

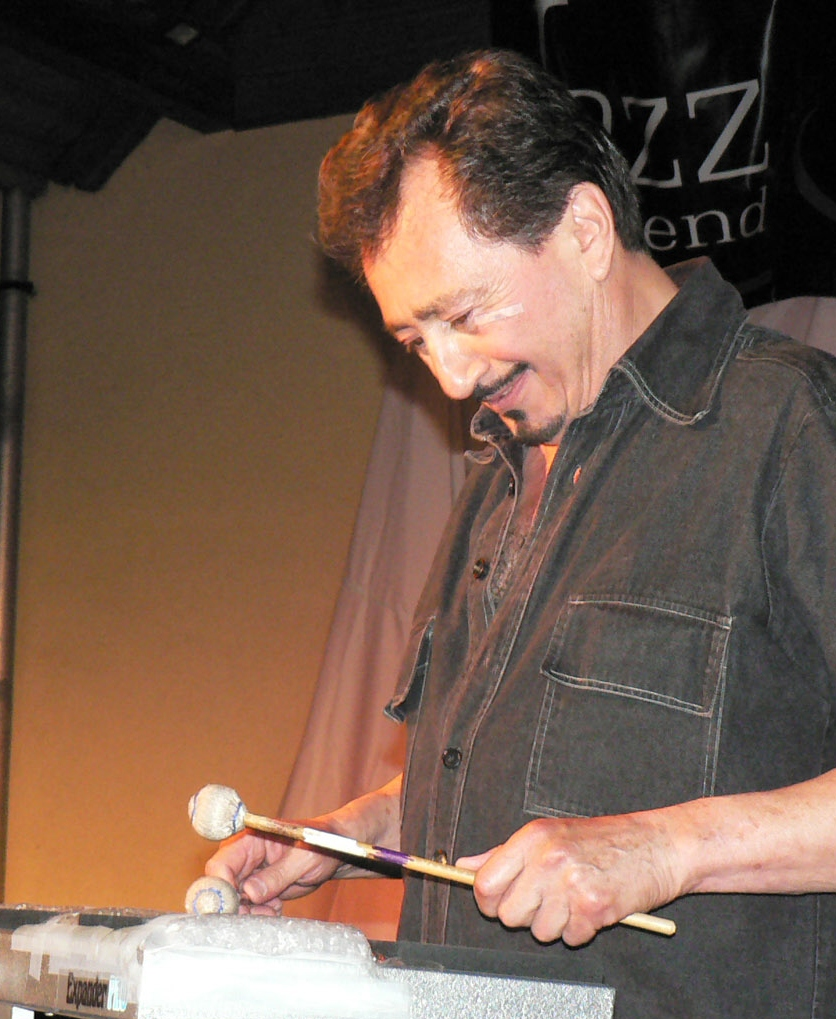
Tommy Vig 2007-ben

Néhány név azok közül, akikkel együtt koncertezett vagy készített felvételt Cat Anderson, Natalie Cole, John Collins, Don Ellis, Terry Gibbs, Benny Golson, Freddy Hubbard, Dr. John, Joe Pass, Art Pepper, Red Rodney, Shorty Rogers, George Shearing, Al Viola, Woody Allen, Ray Anthony, Tony Bennett, Tony Curtis, Sammy Davis Jr., Judy Garland, Dean Martin, Mickey Rooney, Marlena Shaw, Liberace, Frank Sinatra, Burt Bacharach, Charles Fox, Jerry Goldsmith, Quincy Jones, Stan Kenton, Michel Legrand, Henry Mancini, Billy May, Nelson Riddle, Pete Rugolo, Lalo Schifrin, John Williams, Artie Garfunkel, Diana Ross, Dusty Springfield, Rod Stewart, Deniece Williams, The Beach Boys, The Carpenters, The Four Tops, The Jefferson Airplane, The Kim Sisters, Gil Evans/Miles Davis Big Band, Manhattan Transfer.
1984-ben Tommy-t bízták meg a Los Angeles-i olimpiai játékok alkalmából megrendezett hivatalos "Olympic Jazz Festival” szervezésével, a fesztivál Allstars Bigbandjét is ő vezényelte. Tommy Vig jelenleg is aktív muzsikus, komponista, hangszerelő. Különböző zenekarok szólistájaként gyakran lép fel Európában és Amerikában is.

## Diszkográfia

### Albumok
- Welcome to Hungary! The Tommy Vig Orchestra 2012 Featuring David Murray, Klasszikus Jazz Records (2011)
- ÜssDob, Tom-Tom Records (2008)
- Now and Then, Pannon Jazz (1947–2003)
- Tommy Vig 1978, Dobre Records #1015 (1978)
- Somebody Loves Me, Dobre Records #1005 (1976)
- Tommy Vig in Budapest, Mortney Records #71425 (1972)
- Just for the Record, Private Pressing (1971)
- The Sound of the Seventies, Milestone Records #9007 (1968)
- Encounter with Time aka Space Race, Discovery Records #70925 DS-780 (1967)
- The Tommy Vig Orchestra, Take V Records (1964)

### Film- és televíziós kották
- 1970 – 1980s: This Is the Life (TV series)
- 1974: Nightmare Circus (aka The Barn of the Naked Dead or Terror Circus)
- 1975: Forced Entry
- 1975 – 1976: Doctors' Hospital (TV Series)
- 1979: Starsky and Hutch (TV Series) "Birds of a Feather"[2]
- 1981: Ruckus
- 1981: Texas Lightning
- 1982: The Kid with the Broken Halo (TV movie)
- 1982: They Call Me Bruce?[3]
- 1983: Sweet Sixteen

### Zeneművek
- Concerto Klarinétra, Vibraharp és Zenekarra
- Concerto Vibraharp és Zenekarra
- Concerto Timpani és Zenekarra
- Concerto for Tenor Szaxofonon és Zenekarra
- Négy Zenekari Darab Neophonic
- Collage for Four Clarinetists[4]
- A Klarinétos és egy Hárfás
- Budapest 1956 (Concerto for Jazz Orchestra és a Dob)